# Немсадзе, Ото
Отар Немсадзе (груз. ოთო ნემსაძე; род. 18 июня 1989) — грузинский певец, более известный как Ото Немсадзе, представитель своей страны на песенном конкурсе «Евровидение 2019» в Тель-Авиве, Израиль с песней «Sul tsin iare». Победитель грузинской версии шоу «Idol», победитель пятого сезона шоу Geostar в 2010 году. Участвовал в шоу «Голос страны» (Украина), заняв второе место. В 2017 году участвовал в грузинском национальном отборе на песенный конкурс «Евровидение 2017» с группой Limbo. Их песня «Dear God» финишировала десятой с 60 баллами. На «Евровидении 2019» выступал сольно, но в финал конкурса выйти не смог, заняв в полуфинале 14 место с 62 баллами.